# Jo Su-ji
Jo Su-ji, auch Jo Su-sie (koreanisch 조수지; * 9. September 1994), ist eine südkoreanische Eishockeyspielerin.

## Karriere
Jo Su-ji nahm mit der südkoreanischen Nationalmannschaft zwischen 2012 und 2019 an insgesamt acht Weltmeisterschaften teil. 2013 schaffte sie mit dem Nationalteam den Aufstieg aus der Division IIB in die IIA sowie 2017 von der Division IIA in die IB.
Bei den Olympischen Winterspielen 2018 in Pyeongchang bildeten Nord- und Südkorea eine gemeinsame Eishockeymannschaft der Frauen. Jo Su-ji gehörte als eine von 23 Südkoreanerinnen zum 35-köpfigen Kader.